# Orso I Participazio
Orso I Participazio fue el decimocuarto dux de Venecia (864-881) según la tradición, y el duodécimo según los datos históricos verificables. Con toda probabilidad era nieto del también dux Angelo Participazio.
Fue elegido probablemente por aclamación, inmediatamente después del asesinato de su predecesor, Pietro Tradonico. A finales del año, los asesinos fueron capturados, condenados y ejecutados, posiblemente por decapitación.
Orso continuó la lucha de Pietro contra los piratas, eslavos o sarracenos, que habitaban el mar Adriático, para lo que reconstruyó la armada veneciana con barcos mayores. En el año 880 firmó un tratado de paz con el patriarca de Aquilea, que estaba en conflicto con el de Grado, protegido de Venecia. Por aquel tratado, Orso obtuvo cuatro almacenes en Aquilea exentos de impuestos, mientras que sus conciudadanos sólo obtuvieron una reducción limitada de las tasas.
Obtuvo de la Asamblea veneciana el cargo de codux para su hijo Giovanni. Promovió la expansión de la ciudad (Rialto y Dorsoduro, en el casco histórico) y una asamblea que renovase la prohibición de la trata de esclavos. Casado con una sobrina del emperador bizantino Basilio I que le dio cinco o seis hijos, Orso regaló al basileus una campana para la Basílica de Santa Sofía, mientras que este le otorgó el título de protospatharios.
Tuvo una muerte natural y fue enterrado en la Iglesia de San Zacarías, siendo sucedido por su hijo Giovanni II.